# Rainbow Warrior II
El Rainbow Warrior (1957) o en español Guerrero del Arcoíris, frecuentemente llamado de forma no oficial Rainbow Warrior II, es una goleta con motor auxiliar fabricada en 1957 y adquirida por la organización ecologista Greenpeace en 1989. El nombre proviene del barco homónimo de 1975, que fue hundido por los franceses en 1985.
En el año 2011 tuvo lugar la botadura del Rainbow Warrior III, que sustituyó al Rainbow Warrior II. La titularidad de este fue traspasada a la ONG bengalí Friendship, que lo reformará para utilizarlo como barco hospital.

## Historia de la nave
El Rainbow Warrior original fue hundido por los servicios secretos franceses en 1985 cuando el barco se aprestaba a partir hacia Mururoa donde Francia realizaba sus ensayos nucleares. Un Tribunal Internacional condenó a Francia a pagar una indemnización a Greenpeace por el hundimiento del buque. El dinero de dicha indemnización permitió a la organización adquirir un nuevo barco, que fue bautizado Rainbow Warrior II y siguió el camino de su predecesor.
En el Rainbow Warrior II se tuvieron en cuenta los años de trabajo con la primera nave y su reacondicionamiento se llevó a cabo con el objetivo de minimizar al máximo su impacto sobre el medio ambiente. Así, su posibilidad de navegar a vela y su dotación de paneles solares permite un importante ahorro de combustible.
Tras la compra y la reestructuración fue nuevamente botado en 1989 y su primera gran misión fue la intervención en la campaña en defensa del Pacífico. En 1992, estuvo en Río de Janeiro durante la celebración de la Cumbre de la Tierra.
En 1995, justo diez años después del hundimiento del Rainbow Warrior, y ante el anuncio del entonces presidente de la República francesa Jacques Chirac de reanudar los ensayos nucleares en Mururoa, el Rainbow Warrior II volvió al Pacífico y se dirigió hacia el sitio de prueba en señal de protesta, en medio de un repudio mundial contra Francia. 
A los pocos días de estar en la zona, comandos franceses abordaron el buque, rompieron los equipos y se apoderaron de la embarcación. Los activistas fueron detenidos, interrogados y deportados. Francia devolvió el barco varios meses después. Las protestas a nivel mundial obligaron a Francia a detener los ensayos nucleares en mar abierto de forma definitiva a principios de 1996.
A lo largo de su historia, el Rainbow Warrior II permitió documentar el retroceso de los glaciares noruegos, demostró el impacto de la pesca de arrastre en Nueva Zelanda y colaboró en la defensa de la biodiversidad del Mediterráneo y participó en misiones humanitarias como la relocalización de los habitantes de una isla del Pacífico contaminada por radiación o la entrega de provisiones a las víctimas del tsunami que arrasó las costas de Indonesia en 2004.
El 16 de agosto de 2011 el buque fue traspasado en Singapur a la ONG bangladeshi Frindship que lo rebautizó con el nombre de Rongdhonu, que significa arcoíris en bengalí y que lo convertirá en un hospital flotante.
La botadura del Rainbow Warrior III que lo sustituirá está prevista para octubre de 2011 coincidiendo con el 40 aniversario de la organización Greenpeace.

## Galería

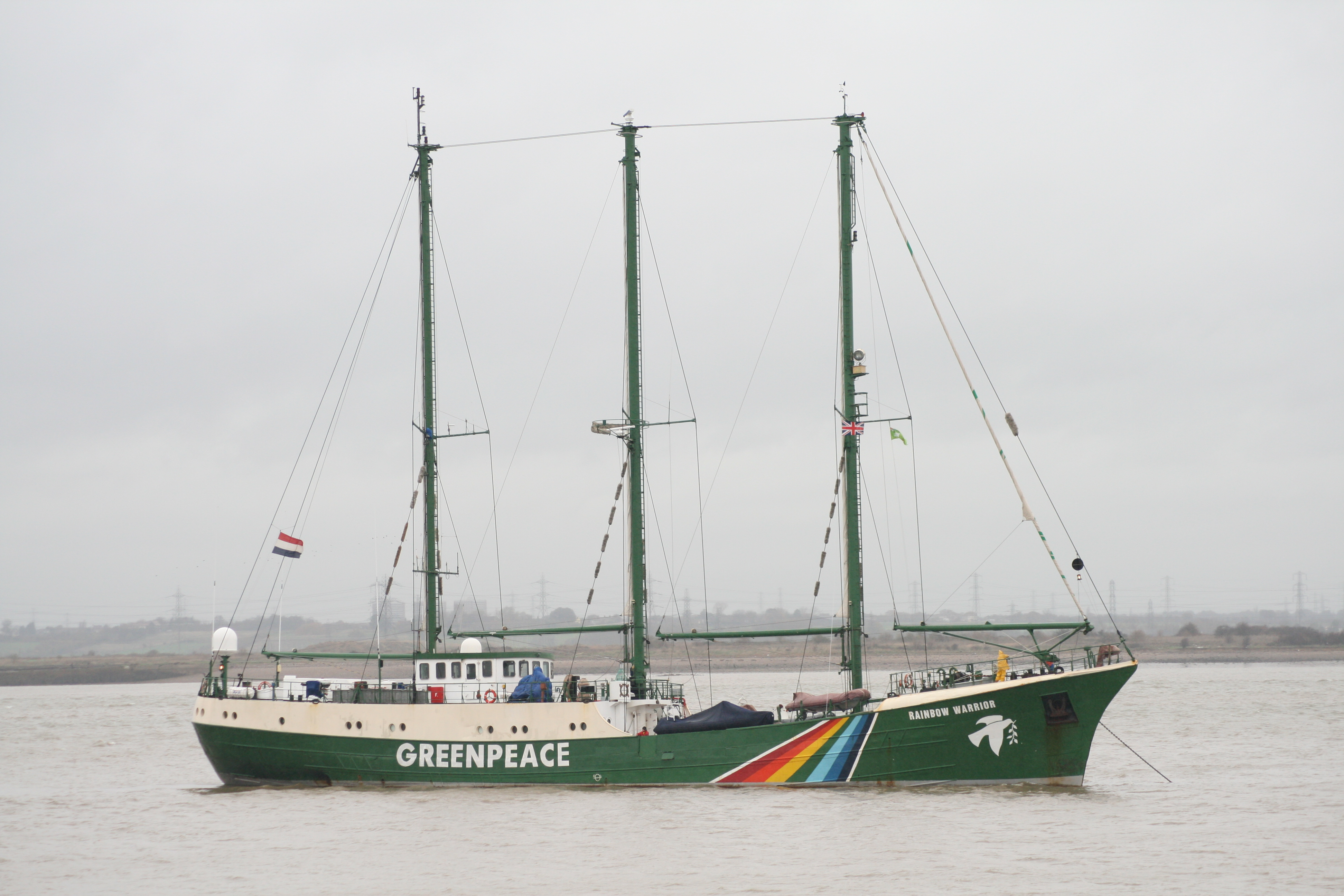
El Rainbow Warrior II.

## Labor
El Rainbow Warrior II formó parte de la flota de la ONG Greenpeace, entre los años 1989 y 2011. 